# Vesela, Kalînivka
Vesela (în ucraineană Весела) este un sat în comuna Zalîvanșciîna din raionul Kalînivka, regiunea Vinnița, Ucraina.

## Demografie
Componența lingvistică a localității Vesela
     Ucraineană (96,83%)
     Rusă (3,17%)
Conform recensământului din 2001, majoritatea populației localității Vesela era vorbitoare de ucraineană (96,83%), existând în minoritate și vorbitori de rusă (3,17%).